# IC 1546
IC 1546 ist eine Spiralgalaxie vom Hubble-Typ Sbc im Sternbild Andromeda am Nordsternhimmel. Sie ist schätzungsweise 267 Millionen Lichtjahre von der Milchstraße entfernt und besitzt ausgedehnte Sternentstehungsgebiete. Die Galaxie ist ein Mitglied der NGC-80-Gruppe.
Das Objekt wurde am 20. November 1897 vom französischen Astronomen Stéphane Javelle entdeckt.